# ダンシング・インサイド/明日を生きる
『ダンシング・インサイド/明日を生きる』（ダンシングインサイド あすをいきる、Inside I'm Dancing）は、2004年のアイルランドのドラマ・コメディ映画。日本では劇場公開されず、2005年にスターチャンネルで放送。

## ストーリー
小児麻痺のマイケルは施設で過ごしている。この施設に首から下が動かないローリーという青年が入所してきた。

## キャスト
- マイケル・コノリー：スティーブン・ロバートソン
- ローリー・ジェラルド・オシェア：ジェームズ・マカヴォイ
- トミー：アラン・キング
- アイリーン：ブレンダ・フリッカー
- シボーン：ロモーラ・ガライ
- アニー：ルース・マッケイブ

## 主な受賞
- エディンバラ国際映画祭：観客賞
- アイルランド映画・テレビ賞：観客賞、脚本賞
- ロンドン映画批評家協会賞：助演女優賞